# Gian Giorgio Trissino (Reiter)
Giovanni Giorgio „Giangiorgio“ Trissino dal Vello D’Oro (* 22. Juli 1877 in Vicenza; † 22. Dezember 1963 in Mailand) war ein italienischer Reiter.

## Werdegang
Trissino wurde bei den Olympischen Sommerspielen 1900 in Paris auf seinem Pferd Oreste mit einer Höhe von 1,85 Metern Olympiasieger im Hochspringen. 
Der französische Reiter Dominique Gardères erreichte auf seinem Pferd Canéla die gleiche Höhe und teilte sich damit den ersten Rang mit Gian Giorgio Trissino, der mit seinem zweiten Pferd Melopo im gleichen Wettbewerb außerdem Vierter wurde. 
Beim Weitspringen gewann Trissino mit Oreste die Silbermedaille mit einer Weite von 5,70 Meter hinter dem Belgier Constant van Langhendonck, der auf Extra Dry reitend 6,10 Meter erreichte.
Gian Giorgio Trissino wurde damit der erste Olympiasieger in der italienischen Sportgeschichte.